# 鈴木敬之
鈴木 敬之（すずき たかゆき、1973年10月4日 - ）は、千葉県出身の元サッカー選手。現役時代のポジションはゴールキーパー（GK）。

## 来歴
1989年に習志野高校に入学し、1990年（2年生時）には全国高校選手権に出場しベスト8、1991年（3年生時）には千葉県選抜として国体に出場し、準優勝及び優秀選手賞を獲得した。1992年に中央大学に進学。同大学サッカー部では大熊清の指導を受けた。同期に新條宏喜。
1996年より東京ガスに入社。社員選手として、大熊が監督を務めるジャパンフットボールリーグ・東京ガスサッカー部（現 FC東京）に加入した。1997年のリーグ戦では、負傷離脱した正GK・堀池洋充に代わって鈴木が据えられ、広い守備範囲と安定した捕球で 堀池に劣らない活躍を見せ、リーグ2位入りに貢献した。
1999年、FC東京としてJリーグに参入し、J2とナビスコカップを並行して戦う中、7月のコンサドーレ札幌戦で堀池が負傷。控えに入っていた鈴木が途中投入され、この試合がJリーグデビューとなった。これ以後も大熊からは大きな信頼を寄せられ、ナビスコカップ準々決勝第1戦では横浜マリノスを完封し、チームのベスト4入りに貢献。リーグ戦では終盤に連敗を重ねるも最終節まで出場を続け、J1昇格を果たした。
2000年は新加入した土肥洋一の前に出場機会を得られず契約非継続となり、社業復帰の形で現役選手生活を引退した。

## 所属クラブ
- 千葉市立高浜第一小学校[2]
- 千葉市立高浜中学校[2]
- 習志野市立習志野高等学校
- 中央大学学友会サッカー部
- 1996年-2000年  東京ガスサッカー部 / 東京ガスフットボールクラブ / FC東京

## 個人成績
| 国内大会個人成績 | 国内大会個人成績 | 国内大会個人成績 | 国内大会個人成績 | 国内大会個人成績 | 国内大会個人成績 | 国内大会個人成績 | 国内大会個人成績 | 国内大会個人成績 | 国内大会個人成績 | 国内大会個人成績 | 国内大会個人成績 |
| 年度             | クラブ           | 背番号           | リーグ           | リーグ戦         | リーグ戦         | リーグ杯         | リーグ杯         | オープン杯       | オープン杯       | 期間通算         | 期間通算         |
| 年度             | クラブ           | 背番号           | リーグ           | 出場             | 得点             | 出場             | 得点             | 出場             | 得点             | 出場             | 得点             |
| 日本             | 日本             | 日本             | 日本             | リーグ戦         | リーグ戦         | リーグ杯         | リーグ杯         | 天皇杯           | 天皇杯           | 期間通算         | 期間通算         |
| ---------------- | ---------------- | ---------------- | ---------------- | ---------------- | ---------------- | ---------------- | ---------------- | ---------------- | ---------------- | ---------------- | ---------------- |
| 1996             | 東京ガス         | 22               | 旧JFL            | 5                | 0                | -                | -                | 2                | 0                | 7                | 0                |
| 1997             | 東京ガス         | 22               | 旧JFL            | 22               | 0                | -                | -                | 0                | 0                | 0                | 0                |
| 1998             | 東京ガス         | 22               | 旧JFL            | 0                | 0                | -                | -                | 0                | 0                | 0                | 0                |
| 1999             | FC東京           | 22               | J2               | 21               | 0                | 4                | 0                | 4                | 0                | 29               | 0                |
| 2000             | FC東京           | 22               | J1               | 0                | 0                | 0                | 0                | 0                | 0                | 0                | 0                |
| 通算             | 日本             | 日本             | J1               | 0                | 0                | 0                | 0                | 0                | 0                | 0                | 0                |
| 通算             | 日本             | 日本             | J2               | 21               | 0                | 4                | 0                | 4                | 0                | 29               | 0                |
| 通算             | 日本             | 日本             | 旧JFL            | 27               | 0                | -                | -                | 2                | 0                | 29               | 0                |
| 総通算           | 総通算           | 総通算           | 総通算           | 48               | 0                | 4                | 0                | 6                | 0                | 58               | 0                |

- 1996年6月02日：ジャパンフットボールリーグ初出場 - JFL第8節 vsコスモ石油四日市FC (四日市中央)
- 1999年7月04日：Jリーグ ディビジョン2初出場 - J2第16節 vsコンサドーレ札幌 (厚別)
- 1999年7月20日：Jリーグヤマザキナビスコカップ初出場 - 準々決勝 vs横浜F・マリノス (横浜国際)